# Doberdò del Lago
Doberdò del Lago (în slovenă Doberdob) este o comună în provincia Gorizia din regiunea autonomă Friuli-Venezia Giulia, Italia de nord-est. Limba oficială este italiana și slovena, limba predată în școli fiind slovena. De comunitatea slovenă aparțin localitățile: Devetachi, Jamiano, Marcottini, Visintini, Palichisce, Micoli, Bonetti, Lago di Pietrarossa și Lago di Doberdò. Ea se mărginește cu comunele italiene: Duino-Aurisina, Triest; Fogliano Redipuglia, Monfalcone, Ronchi dei Legionari, Sagrado și Savogna d'Isonzo, iar comuna Miren-Kostanjevica se află în Slovenia.

## Atracții turistice
Regiunea este cunoscută prin relieful carstic umed, cu râuri subterane care alimentează lacul Lago di Doberdò. Din anul 1966 lacul aparține de comuna  Doberdò del Lago, al cărui teritoriu se întinde pe o suprafață de 726 ha, împreună cu localitățile „Monfalcone” „Ronchi dei Legionar”i și „Pietrarossa”, aparține de o rezervație naturală. 
Nivelul apei lacului de lângă Dorbedo are o creștere sau scădere de 2-3 în funcție de cantitatea de precipitații, în caz de inundația nivelul de apă variază între 5 și 6 m. După primul război mondial, ritmul de scurgere al apei lacului s-a schimbat, cauza presupusă a acestei schimbări de ritm ar fi fost vibrațiile cauzate de artilerie, sau bombardamentele din cel de al doilea război mondial, care au dus la formarea de fisuri în roca regiunii. Deasupra lacului se află o carieră de piatră și un muzeu de științe naturale.

## Demografie
Doberdò del Lago - evoluția demografică

|  | Graficele sunt indisponibile din cauza unor probleme tehnice. Mai multe informații se găsesc la Phabricator și la wiki-ul MediaWiki. |

Date: Recensăminte sau birourile de statistică - grafică realizată de Wikipedia